# زقزاق أحمر الصدر
زقزاق أحمر الصدر (الاسم العلمي: Charadrius modestus) هو نوع من الطيور يتبع جنس الزقزاق من فصيلة الزقزاقية.